# Vöcklamarkt
Vöcklamarkt è un comune austriaco di 4 852 abitanti nel distretto di Vöcklabruck, in Alta Austria; ha lo status di comune mercato (Marktgemeinde).